# Macropygia ruficeps
Macropygia ruficeps е вид птица от семейство Гълъбови (Columbidae).

## Разпространение
Видът е разпространен в Бруней, Виетнам, Индонезия, Източен Тимор, Китай, Лаос, Малайзия, Мианмар и Тайланд.